# Globularia
- Commons
- Wikispecies

Globularia L. é um género botânico pertencente à família Plantaginaceae. Tradicionalmente este gênero era classificado na família das    Scrophulariaceae.

## Sinonímia

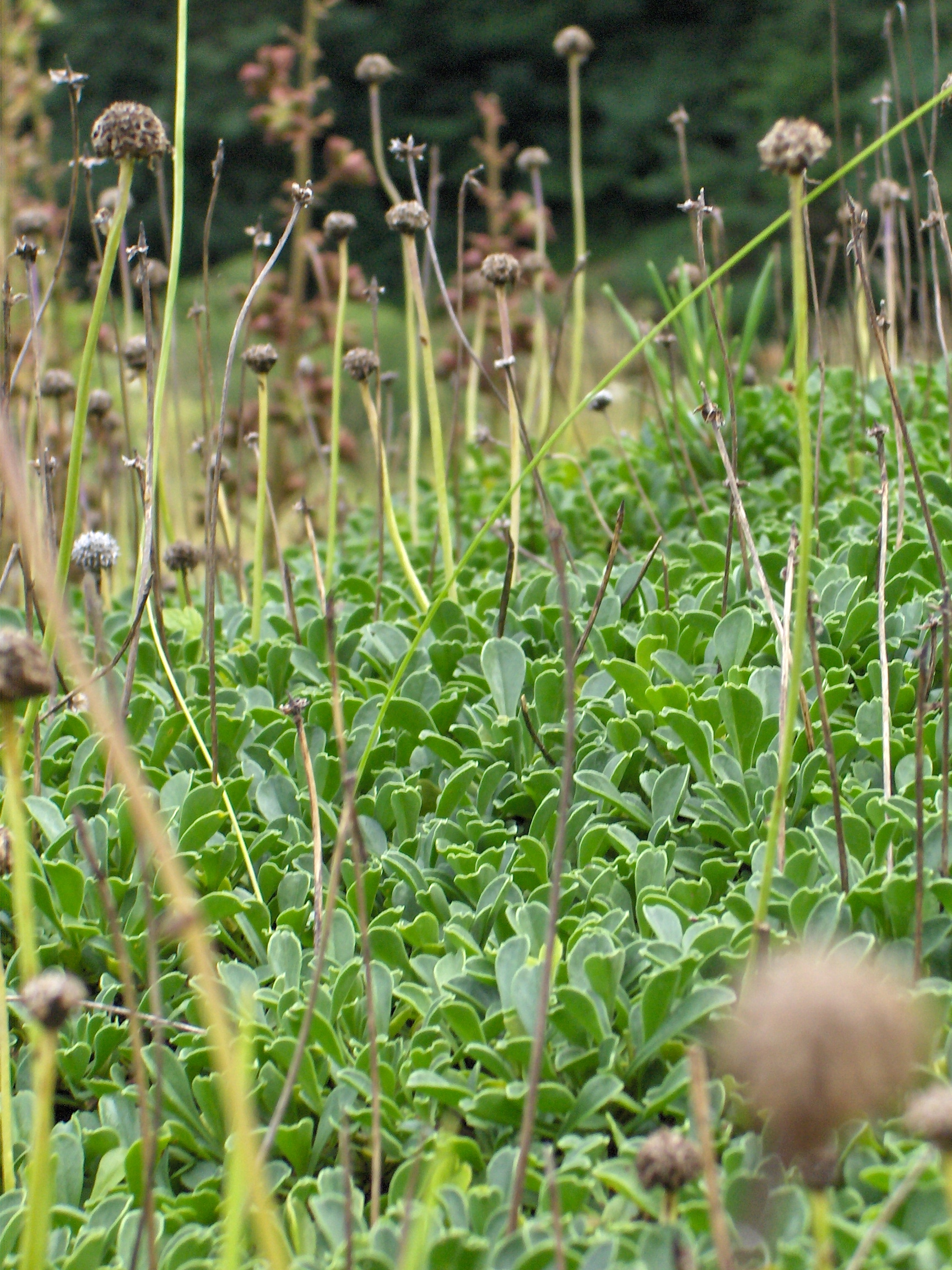
Globularia bellidifolia.

- Lytanthus Wettst.

## Especies
- Globularia alypum
- Globularia cordifolia
- Globularia dumulosa
- Globularia incanescens
- Globularia meridionalis
- Globularia nudicaulis
- Globularia orientalis
- Globularia punctata
- Globularia repens
- Globularia stygia
- Globularia trichosantha
- Globularia vulgaris
- «Lista completa»

## Classificação do gênero
| Sistema | Classificação                      | Referência               |
| ------- | ---------------------------------- | ------------------------ |
| Linné   | Classe Tetrandria, ordem Monogynia | Species plantarum (1753) |